# Lindholm Shipping
Lindholm Shipping är ett svenskt rederi vars historia började 1867 då August Lindholm startade rederiet vid Skeppsbron i Stockholm. 1957 bytte rederiet namn till Bore Lines AB. Då låg tyngdpunkten på passagerartrafik. 1999 ändrades namnet tillbaka till Lindholm Shipping för att knyta an till dess långa historia.
Rederiet hade två fartyg, MV Finnforest och MV Finnbirch, som seglade för Finnlines mellan Helsingfors och Århus. Den 1 november 2006 förliste Finnbirch i Östersjön mellan Öland och Gotland.